# Helma van Lierop-Debrauwer
Wilhelmina Leonora Hubertine (Helma) van Lierop-Debrauwer (Middelburg, 9 december 1955) is een Nederlands hoogleraar jeugdliteratuur.

## Biografie
Van Lierop studeerde in 1981 af in de Nederlandse taal- en letterkunde aan de Katholieke Universiteit Nijmegen. Van 1985 tot 2001 was ze verbonden aan de Universiteit van Tilburg, laatstelijk als universitair docent. In 1990 promoveerde ze te Leiden op Ik heb het wel in jóuw stem gehoord waarin ze onderzocht hoe het literair klimaat in een gezin invloed had op de literaire vorming van kinderen. Per 1 juli 1998 werd ze aangesteld als bijzonder hoogleraar jeugdliteratuur aan de Universiteit Leiden; ze inaugureerde op 17 december 1999 met Perspectief op het verleden. Ze bleef aan de Leidse universiteit verbonden tot 2013. In 2001 werd ze aangesteld als gewoon hoogleraar jeugdliteratuur aan de Tilburgse universiteit.
Prof. dr. W.L.H. van Lierop-Debrauwer publiceerde veel over jeugdliteratuur, was vaak betrokken bij de organisatie van symposia over dat onderwerp (waar ze de bundels van meeredigeerde) en hield zich tevens bezig met het onderwijs op dat gebied. Voorts was ze enkele malen juryvoorzitter voor de  Boek en Jeugd Prijs. Daarnaast leverde ze vele biografische bijdragen over jeugdliteratuurschrijvers voor het Lexicon van de jeugdliteratuur. Ze publiceerde of werkte mee aan meer dan 150 teksten, waaronder Een land van waan en wijs over de geschiedenis van de jeugdliteratuur. In 2019 werd de Hieronymus van Alphen Prijs aan haar toegekend.